# Ljudska univerza Ptuj
Ljudska univerza Ptuj je ljudska univerza s sedežem na Mestnem trgu 2 (2250 Ptuj).
Ustanovitev Ljudske univerze Ptuj sega v sezono 1938/39, čeprav se je izobraževanje odraslih v različnih oblikah na Ptuju pojavljalo že od leta 1925 dalje. Poleg predavanj je univerza organizirala še dramske predstave, koncerte, jezikovne tečaje in spodbujala posameznike k izobraževanju.
23. julija 1959, je bila ustanovljena poklicna Delavska univerza Ptuj. Njena osnovna dejavnost je bilo splošno prosvetljevanje, prirejanje občasnih poljudno znastvenih in političnih predavanj ter organizacija jezikovnih tečajev. 
Po zastoju v 80 letih se je leta 1991 preoblikovala v javni zavod in spremenila ime v Ljudsko univerzo Ptuj. Z novimi verifikacijami srednješolskih programov, z uvedbo visokošolskega študija in s posodobitvijo učnih pripomočkov, število udelezencev raste iz leta v leto. Močno dejavnost predstavlja tudi dela na razpisih, tako slovenskih kot mednarodnih, organizacija predavanj in delavnic za podjetja, usposabljanja za pridobitev nacionalnih poklicnih kvalifikacij ter svetovanje po modelu ISIO. 